# Karaat (gehalte)
Het karaat (symbool K) is een eenheid waarin het massagehalte aan edelmetalen zoals goud in legeringen wordt aangedrukt. 
Eén karaat is een 24e massadeel zuiver edelmetaal in een massahoeveelheid legering. Een gehalte van 24 karaat goud is dus zuiver goud, bij 12 karaat is 50% van de massa zuiver edelmetaal, enzovoort. 1 karaat komt overeen met 4⅙ %(m/m) (lees: 4⅙ massaprocent).
Naast de internationale symbolen van de ANSI- en EDI-standaard, CD en K, gebruikt men in de internationale handel veelvuldig symbolen als ct, crt, krt en kt.